# Kabinett Laval I

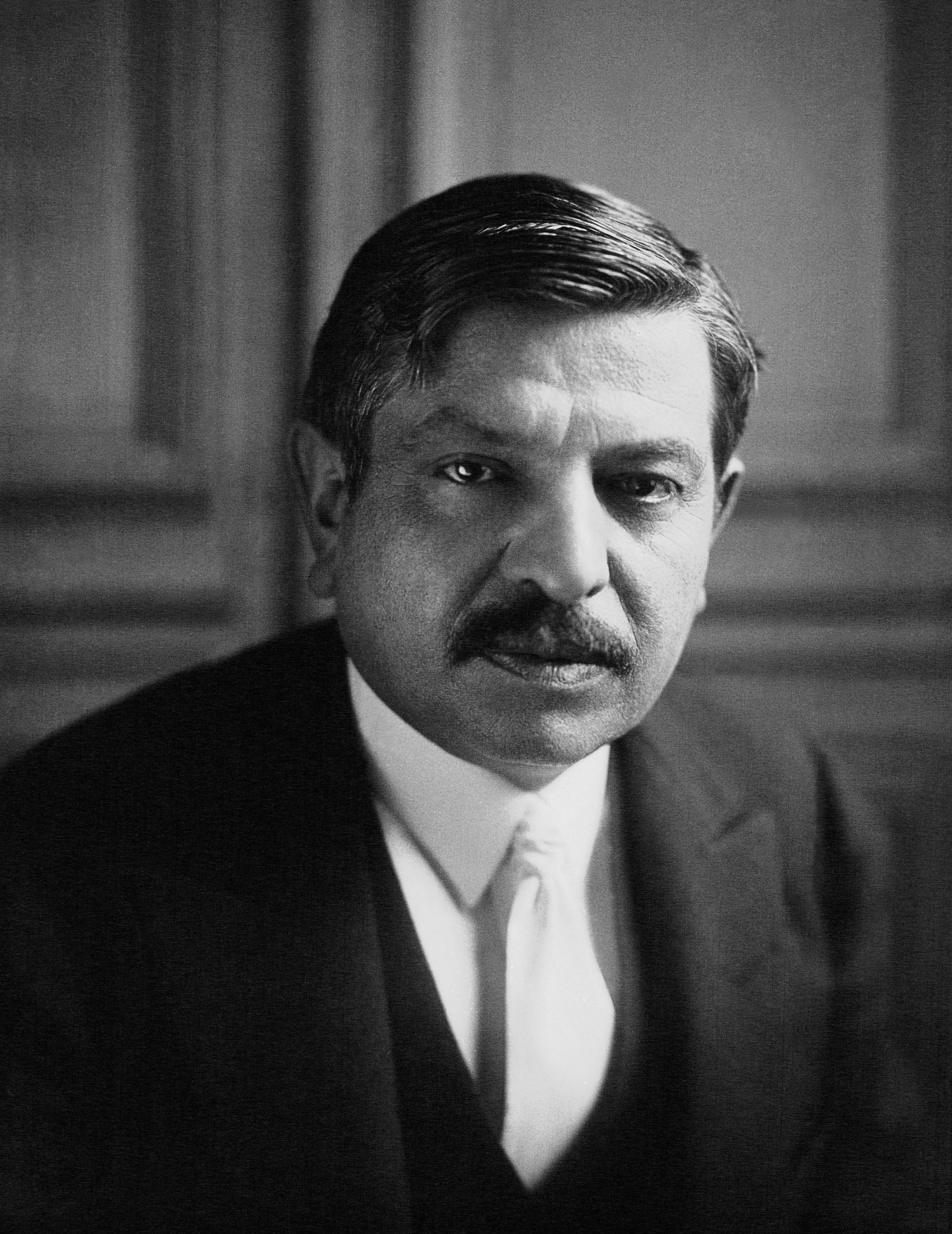
Pierre Laval (1931)

Das erste Kabinett Laval war eine Regierung der Dritten Französischen Republik. Es wurde am 27. Januar 1931 von Premierminister (Président du Conseil) Pierre Laval gebildet und löste das Kabinett Steeg ab. Es blieb bis zum 13. Juni 1931 im Amt und wurde vom Kabinett Laval II abgelöst.
Dem Kabinett gehörten Vertreter folgender Parteien an: Alliance démocratique (AD), Fédération républicaine (FR), Radicaux indépendants (RI), Parti républicain-socialiste (PRS), Parti Démocrate Populaire (PRD) und Abweichler der Parti républicain, radical et radical-socialiste (PRRRS).

## Kabinett
Diese Minister bildeten das Kabinett:
- Premierminister: Pierre Laval
- Minister des Inneren: Pierre Laval
- Außenminister: Aristide Briand (PRS)
- Finanzminister: Pierre-Étienne Flandin (AD)
- Minister für den Haushalt: François Piétri (AD)
- Kriegsminister: André Maginot (AD)
- Justizminister: Léon Bérard (AD)
- Minister für öffentlichen Unterricht und Kunst: Marius Roustan[1] (RI)
- Minister für Kriegsmarine: Charles Dumont[2] (AD)
- Minister für Luftfahrt: Jacques-Louis Dumesnil[3] (PRRRS)
- Minister für Handel und Industrie: Louis Rollin[4] (AD)
- Minister für öffentliche Arbeiten: Maurice Deligne[5] (RI)
- Minister für Post, Telegraphie und Telefonie: Charles Guernier[6] (RI)
- Landwirtschaftsminister: André Tardieu (AD)
- Minister für Kolonien: Paul Reynaud (AD)
- Minister für Arbeit und Sozialversicherung: Adolphe Landry (RI)
- Minister für öffentliche Gesundheit: Camille Blaisot[7] (FR)
- Minister für die Handelsmarine: Louis de Chappedelaine[8] (RI)
- Minister für Renten: Auguste Champetier de Ribes (PDP)

### Unterstaatssekretäre
Dem Kabinett gehörten folgende Sous-secrétaires d’État an:
- Nationalökonomie und Premierminister: André François-Poncet (AD)
- Innenministerium: Pierre Cathala[9] (RI)
- Ministerium für Unterricht und Kunst; hier schöne Künste: Maurice Petsche[10] (AD)
- Ministerium für Unterricht und Kunst; hier technische Ausbildung: Charles Pomaret[11] (PRS)
- Ministerium für Unterricht und Kunst, hier Sportunterricht: Émile Morinaud[12] (RI)
- Ministerium für öffentliche Arbeiten; öffentliche Arbeiten und Tourismus: Gaston Gérard[13] (AD)
- Kriegsmarine: Pierre Dignac[14] (AD)
- Luftfahrt: Étienne Riché[15] (RI)
- Landwirtschaft: Armand Achille-Fould[16] (FR)
- Kolonien: Blaise Diagne (PRS)
- Arbeit und Sozialversicherung: Maurice Foulon[17]

## Historische Einordnung
Die erste Amtszeit Lavals als Ratspräsident stand unter der noch immer grassierenden Wirtschaftskrise. Am 13. Mai 1931 wurde Paul Doumer zum Staatspräsidenten gewählt.
Eine allgemeine Volkszählung ergab im März, dass Frankreich knapp 42 Millionen Einwohner hatte, darunter knapp 3 Millionen Ausländer. Die Stadtbevölkerung überstieg zum ersten Mal die Landbevölkerung (Städte mit mehr als 2.000 Einwohnern). Am 28. März wurde Marthe Hanau wegen Betrugs zu  zwei Jahren Gefängnis verurteilt.